# Nordra Eggholmskjeret
Nordra Eggholmskjeret est une île norvégienne dans le comté de Hordaland. Elle appartient administrativement à Fitjar.

## Géographie
Rocheuse et désertique, à fleur d'eau, elle s'étend sur environ 55 m de longueur pour une largeur approximative de 31 m. 